# Phenasteron machinosum
Phenasteron machinosum là một loài nhện trong họ Zodariidae.
Loài này thuộc chi Phenasteron. Phenasteron machinosum được Barbara C. Baehr & Rudy Jocqué miêu tả năm 2001.